# Mataparent dolç rourenc
El mataparent dolç rourenc (Hemileccinum depilatum) és una espècie de mataparent del grup dels mataparents butiroides. Pertany a la família de les boletàcies, de l’ordre de les boletals. Les espècies del gènere Hemileccinum no són mataparents típics, tenen característiques pròpies dels mollerons i, a la vegada, dels mataparents. La cama recorda la d'un molleró pel fet de estar ornamentada amb grànuls del color de la cama, en canvi té la cama inflada, clavada típica dels mataparents però la carn no canvia de color al frec o en tallar-la.

## Taxonomia
Šutara va publicar la nova combinació de Hemileccinum depilatum en base al basiònim Boletus depilatus Redeuilh

## Descripció
Bolet de solitari a espars; barret de fins a 15 cm de diàmetre; hemisfèric de jove (recorda un cep), de convex a estés amb l’edat; de groc camussa a bru groguenc o bru ocraci; superfície irregular, abonyegada, com picada per un martell; de jove, finament vellutada, ben aviat llisa; sense fibril·les incrustades; de seca a lleugerament greixosa en temps humit, clivellada amb l’edat i en temps sec.
Tubs fins; grocs, groc olivaci amb l’edat; immutables al tall i al frec; porus del color dels tubs; immutables al frec.
Cama de cilíndrica a afuada, gairebé sempre sinuosa; sovint molt enterrada; de longitud similar al diàmetre del barret; de blanquinosa a groga o groc verdosa, sovint amb una faixa groc viu a la part apical, amb l’edat pot presentar tons vermellosos en la part apical i/o central o al peu; immutable al frec.
Carn compacta; de blanquinosa a groguenca, bru vermellosa sota la cutícula i en les ferides; d’immutable a lleugerament rosàcia sobre els tubs; olor afruitat, de iode en el peu; tast dolcenc

## Distribució i hàbitat
Molt rar, és probable que sigui més corrent i s’hagi confós amb H. impolitum. Des de mitjans d’estiu a tardor; sembla exclusiu de terrenys calcaris; de muntanya mitjana, pot baixar fins a la muntanya mediterrània; d’indrets oberts i assolellats; sempre sota planifolis, vora oms, avellaners o bedolls, també vora roures (roure martinenc, roure de fulla petita), o faig.

## Comentaris
NH₃ + cutícula: els vapors d’amoníac tenyeixen de violeta la cutícula, una característica comuna en totes les espècies del gènere Hemileccinum.
El mataparent dolç rourenc (Hemileccinum depilatum) i el mataparent dolç alzinenc (H. impolitum) son espècies força semblants macroscòpicament i comparteixen l'olor de iode o tinta de la carn del peu. La primera es caracteritza per la superfície llisa del barret, mai vellutada, i abonyegada, que sembla colpejada per un martell; també per la preferència calcícola. La segona no té la superfície abonyagada i és silicícola. Altres mataparents butiroides com el mataparent apendiculat (Butyriboletus appendiculatus) i el mataparent de Fechtner (B. fechtneri) recorden H. depilatum, però tenen la cama ornamentada amb un reticle o xarxa, i els porus i la carn esdevenen blavosos al frec. També és similar el mataparent perfumat (Lanmaoa fragrans), amb porus que blavegen al frec, cama que esdevé bruna amb l’edat i la carn que blaveja lleugerament. Comparteix el mateix hàbitat i aspecte amb alguns mollerons, com l'alzinenc (Leccinellum lepidum), però aquest darrer no presenta mai tons vermellosos a la cama i la seva carn griseja al tall. La carn del peu tampoc fa olor de fenol o iode, ni la cutícula es tenyeix de violeta amb els vapors d’amoníac. Raons similars (absència de tons vermellosos a la cama, d’olor de fenol i la reacció a l’amoníac) ens servirien per a separar els ceps d’aquest mataparent

## Comestibilitat
Comestible, però cal eliminar la cama per fibrosa i per l’olor.